# 棘层

表皮组织学图像

棘层（stratum spinosum，spinous layer）又称棘细胞层（prickle cell layer），是介于顆粒層和基底层之间的表皮层，其位于基底层之上，由皮肤的基底细胞不断增殖而形成。此层细胞表面有许多细小的突起，称为棘细胞。棘细胞的突起与相邻棘细胞的突起连结，形成细胞间桥，细胞间桥上又可见着色较深的梭形小颗粒，称作桥粒。细胞间桥粒很突出，像棘突一样，故称为棘层。
皮肤的角质化始于棘层。棘层由多面角化细胞组成，具有大的浅色的细胞核，在合成细胞角蛋白过程中具有活性，这些蛋白在细胞内积聚在一起形成张力原纤维。张力原纤维会继续形成桥粒，从而使相邻的角质形成细胞之间形成牢固的连接。

## 图片

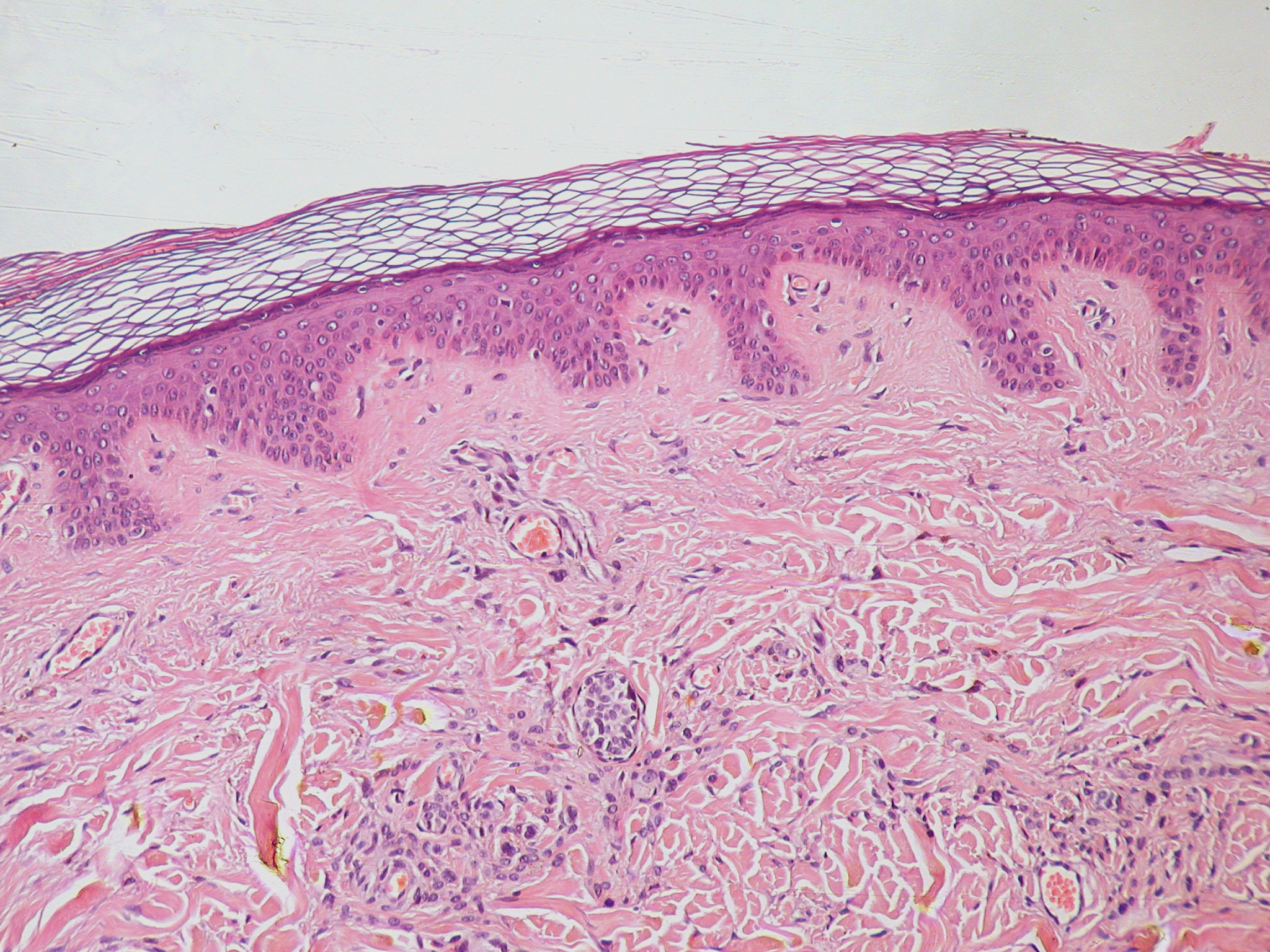
人体皮肤的表皮和真皮
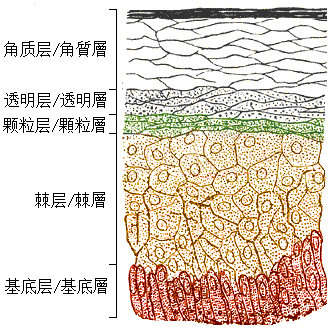
表皮解剖图